# استرسا
استرسا (به ایتالیایی: Stresa) یک کومونه در ایتالیا است که در استان وربانو-کوزیو-اوسولا واقع شده‌است.

## خصوصیات
استرسا ۳۳ کیلومترمربع مساحت و ۵٬۱۵۵ نفر جمعیت دارد و ۲۰۰ متر بالاتر از سطح دریا واقع شده‌است.